# Observatoris de Mauna Kea
Els Observatoris de Mauna Kea (MKO) són un conjunt de centres de recerca astronòmica independents situats al cim del Mauna Kea en l'illa més gran de Hawai'i, EUA. Les instal·lacions es troben en una zona especial de 2 km² coneguda com a "Recinte de l'Astronomia", que es troba a la Reserva Científica de Mauna Kea. El Recinte de l'Astronomia es va establir el 1967 i està situat en un terreny protegit per la Llei Nacional per a la Conservació Històrica per la seva importància per a la cultura hawaiana.
La ubicació és ideal pels seus cels foscos, bona visió astronòmica, baixa humitat i posició per sobre de la major part del vapor d'aigua en l'atmosfera, aire net, bon temps i ubicació gairebé equatorial.

## Origen i antecedents
Significativament anterior als observatoris actuals, hi ha proves d'astronomia activa a Mauna Kea al Mapa de l'Oficina de Terres de l'Illa de Hawaii de 1901 que mostra l'Estació d'Astronomia de Hawaii prop del cim de Mauna Kea.
Després d'estudiar fotos per al Programa Apollo de la NASA que contenien més detalls que qualsevol telescopi terrestre, Gerard Kuiper va començar a buscar un lloc àrid per a estudis infrarojos. Encara que primer va començar a buscar a Xile, també va prendre la decisió de realitzar proves a les illes de Hawaii. Les proves a Haleakalā, Maui van ser prometedores, però la muntanya estava massa baixa a la capa d'inversió i, sovint, estava coberta per núvols. A la "Illa Gran" de Hawaii, Mauna Kea es considera la muntanya insular més alta del món. Si bé el cim sol estar cobert de neu, l'aire és extremadament sec. Kuiper va començar a buscar la possibilitat d'un observatori a Mauna Kea. Després de les proves, va descobrir que la baixa humitat era perfecta per als senyals infrarojos. Va persuadir el governador de Hawaii John A. Burns perquè demolís un camí de terra fins al cim on va construir un petit telescopi a Puʻu Poliʻahu, un pic de con de cendra. El pic era el segon més alt de la muntanya i el pic més alt era terra sagrada, per la qual cosa Kuiper el va evitar. :25 Després, Kuiper va intentar reclutar la NASA per finançar una instal·lació més gran amb un gran telescopi, vivendes i altres estructures necessàries. La NASA, alhora, va decidir obrir el projecte a concurs. El professor de física, John Jefferies de la Universitat d'Hawaii va fer una oferta en nom de la universitat. Jefferies havia guanyat la seva reputació a través d'observacions a l'Observatori del Sacramento Peak. La proposta era que un telescopi de dos metres servís tant per a les necessitats de la NASA com per a la universitat. Si bé els grans telescopis normalment no s'atorguen a universitats sense astrònoms ben establerts, Jefferies i UH van obtenir el contracte de la NASA, cosa que va enfurismar Kuiper, que va sentir que "la seva muntanya" li havia estat "robada". Kuiper abandonaria el seu lloc (el primer telescopi a Mauna Kea) per la competència i començaria a treballar a Arizona en un projecte diferent de la NASA. Després de considerables proves per part de l'equip de Jefferies, es va determinar que les millors ubicacions estaven a prop del cim a la part superior dels cons de cendra. Les proves també van determinar que Mauna Kea és excel·lent per a l'observació nocturna a causa de molts factors, inclòs l'aire enrarit, els vents alisis constants i estar envoltat de mar. Jefferies construiria un telescopi de 2,24 metres amb l'estat de Hawaii acordant construir una carretera fiable per a tot tipus de clima fins al cim. La construcció va començar el 1967 i la primera llum es va veure el 1970.
Altres grups van començar a sol·licitar subarrendaments al cim de la muntanya recent accessible. Per a 1970, dos telescopis de 0,6 m havien estat construïts per la Força Aèria dels Estats Units i l'Observatori Lowell. En 1973, Canadà i França van acordar construir el CFHT de 3,6 m a Mauna Kea. Tot i això, les organitzacions locals van començar a expressar la seva preocupació per l'impacte ambiental de l'observatori. Això va portar el Departament de Terres i Recursos Naturals a preparar un pla de gestió inicial, redactat el 1977 i complementat el 1980. La Universitat de Hawaii va aprovar un pla per donar suport al desenvolupament continu de les instal·lacions científiques al lloc. El 1998, 823 ha van ser transferides de l'arrendament de l'observatori per complementar la Reserva de l'Edat de Gel de Mauna Kea. El pla de 1982 va ser reemplaçat el 2000 per una extensió dissenyada per servir fins al 2020: va instituir una Oficina de Gestió de Mauna Kea, designada a 212 ha per a l'astronomia, i va destinar les 4356 ha restants a "preservació natural i cultural". Aquest pla es va revisar encara més per abordar la preocupació expressada a la comunitat hawaiana que s'estava mostrant una manca de respecte pel valor cultural que la muntanya representava per als pobles indígenes de la regió.
El 2012, la Reserva Científica de Mauna Kea tenia 13 instal·lacions d'observació, cadascuna finançada per fins a 11 països. És un dels principals observatoris del món per a l'astronomia òptica, infraroja i submil·limètrica, i el 2009 va ser el més gran mesurat per la potència de captació de llum. Hi ha nou telescopis treballant a l'espectre visible i infraroig, tres a l'espectre submil·limètric i un a l'espectre de ràdio, amb miralls o plats que van des de 0,9 a 25 m, en comparació, el Telescopi Espacial Hubble té un mirall de 2,4 metres, de mida similar a l'UH88, ara el segon telescopi més petit de la muntanya.

### Controvèrsies
Els nous telescopis planificats, inclòs el Telescopi de Trenta Metres, han suscitat controvèrsia a causa del seu potencial impacte cultural i ecològic. L'extensió "estabilitzadora" de multitelescopis dels Telescopis Keck, que requeria nous llocs, finalment es va cancel·lar. Tres o quatre dels 13 telescopis existents a la muntanya han de ser desmantellats durant la propera dècada amb la proposta del TMT per ser l'última àrea a Mauna Kea on es construiria un telescopi.

Amb tota la controvèrsia, la construcció de telescopis ha portat a la creació de la Llei de Protecció del Cel Nocturn de Hawaii. Com que la llum artificial forma un núvol de llum sobre la terra, l'excés de llum interromp les imatges clares preses pels telescopis. L'1 de juliol de 2013, es va iniciar la Llei de Protecció del Cel Nocturn de Hawaii, que afecta tant l'Illa Gran com Maui. Es pot observar una gran diferència entre les illes hawaianes i els Estats Units continentals: l'enllumenat públic. Gairebé tots els carrers són foscos perquè els llums no s'han muntat, s'han tret o s'han atenuat.

### Descobriments científics
Els Observatoris de Mauna Kea involucren tretze grans telescopis. El novembre del 2020, en col·laboració amb el radiotelescopi ARray de baixa freqüència d'Europa, l'observatori Gemini de Mauna Kea i l'Infrared Telescope Facility (NITF) de la NASA, van descobrir el primer superplaneta.
L'octubre de 2011, el Premi Nobel de Física va ser concedit a Saul Perlmutter, Brian P. Schmidt i Adam G. Riess; el premi va reconèixer les seves troballes, basades en investigacions sobre supernoves als observatoris, que l'energia fosca és una força que fa que l'univers s'expandeixi a un ritme accelerat.

## Gestió
La reserva es va establir el 1968 i està llogada pel Departament de Terra i Recursos Naturals (DLNR) de l'estat de Hawaii. La Universitat de Hawai gestiona el lloc i arrenda terrenys a diverses instal·lacions multinacionals, que han invertit més de 2.000 milions de dòlars en ciència i tecnologia. El contracte d'arrendament expira l'any 2033 i després d'això 40 de 45 quilòmetres quadrats tornaran a l'estat de Hawai.

## Ubicació
L'altitud i l'aïllament enmig de l'oceà Pacífic fa que Mauna Kea sigui un dels millors llocs a la terra per a l'astronomia terrestre. És un lloc ideal per a les observacions submil·limètriques, infrarojos i òptics. Les estadístiques de visió astronòmica mostren que Mauna Kea és el millor lloc en termes de qualitat d'imatge òptica i infraroig—per exemple el CFHT té una mitjana de 0,43 segons d'arc de visió.
L'allotjament per als astrònoms de recerca es troba a l'Onizuka Center for International Astronomy (sovint anomenat Hale Pohaku), 7 milles per carretera sense pavimentar fins a l'escarpat cim a 2835 metres sobre el nivell del mar.
Adjacentment hi ha una zona d'informació per a visitants a 2775 m. El cim del Mauna Kea és tan alt que els turistes se'ls aconsella parar a la zona de visitants durant almenys 30 minuts per aclimatar-se a les condicions atmosfèriques abans de continuar cap al cim, i els científics sovint es queden a Hale Pohaku durant 8 hores o més abans de passar una nit completa en els observatoris del cim.

## Telescopis
Els telescopis que es troben al cim del Mauna Kea són finançats per agències governamentals de diversos països. La Universitat de Hawaii administra directament dos telescopis. En total hi ha 12 telescopis dinsn o al voltant del cim del Mauna Kea. També serà el lloc del Telescopi de Trenta Metres i és una zona proposada pel Pan-STARRS.

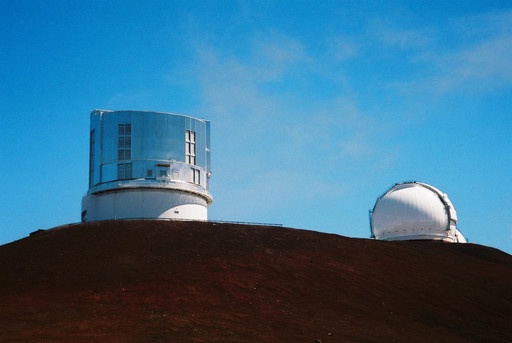
El Telescopi Subaru i la cúpula del Telescopi Keck I

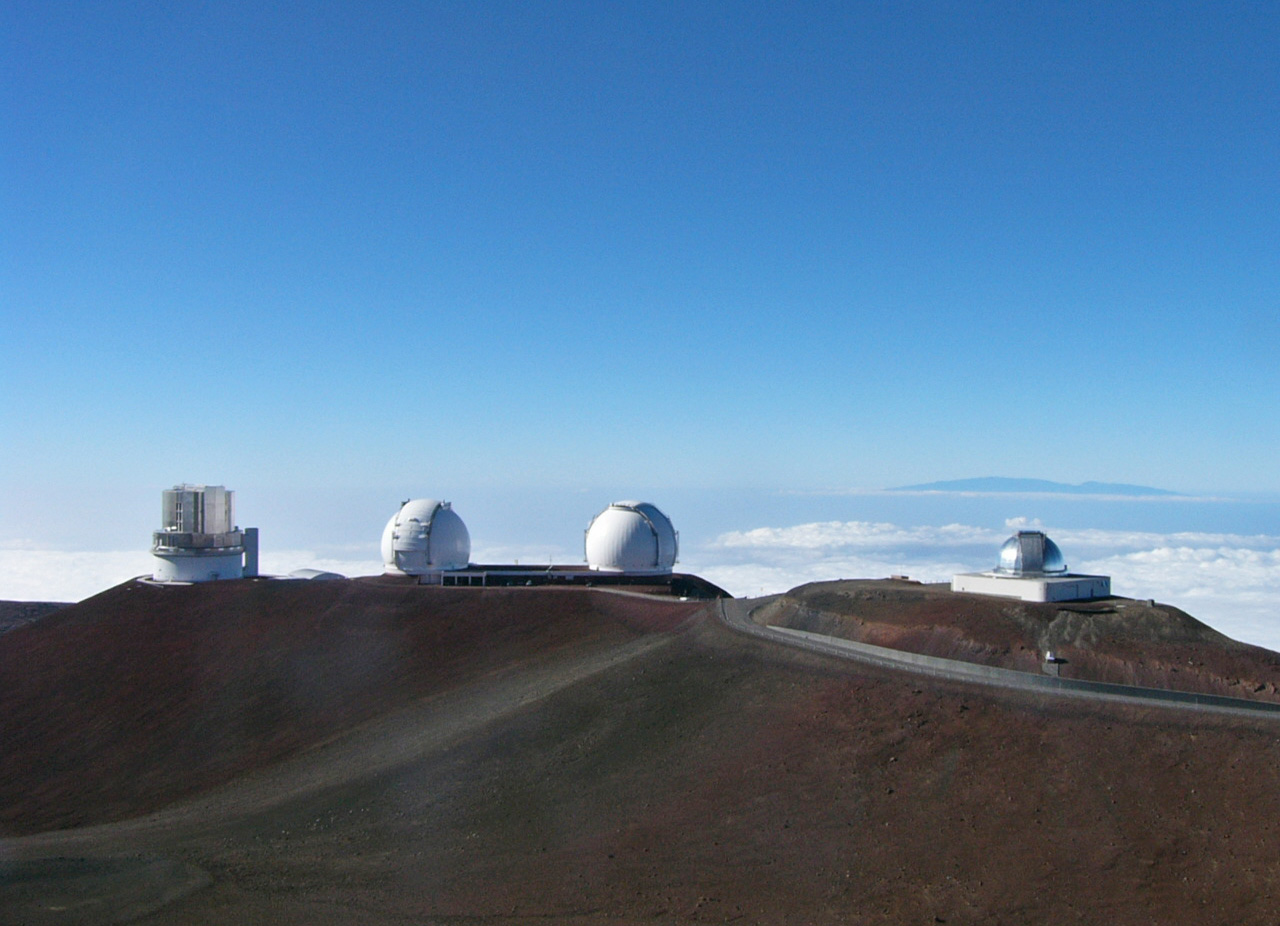
El Telescopi Subaru, els Telescopis Keck I i II, i el Telescopi Infraroig de la NASA

- Observatori Submil·limètric de Caltech (CSO): Caltech
- Telescopi del Canadà, França, Hawaii (CFHT): Canadà, França, Universitat de Hawai'i
- Telescopi Gemini Nord: Estats Units, Regne Unit, Canadà, Xile, Austràlia, Argentina, Brasil
- Telescopi Infraroig de la NASA (IRTF): NASA
- Telescopi James Clerk Maxwell (JCMT): Regne Unit, Canadà, Països Baixos
- Telescopi Subaru: Observatori Astronòmic Nacional del Japó
- Submillimeter Array (SMA): República de la Xina, Estats Units
- Telescopi Infraroig del Regne Unit (UKIRT): Regne Unit
- Telescopi de 2,2 m de la Universitat de Hawai'i (UH88): Universitat de Hawai'i
- Telescopi de 910 mm de la Universitat de Hawai'i (Hoku Kea): Universitat de Hawaii a Hilo
- Un receptor de la Very Long Baseline Array (VLBA): Estats Units
- Telescopis de l'Observatori de W. M. Keck: California Association for Research in Astronomy

## Terratrèmol de Hawaii del 2006
Un seguit dels telescopis va patir danys menors durant el terratrèmol de Hawaii de 2006, el 15 d'octubre, i les seves rèpliques. Tant el CFHT com l'Observatori W. M. Keck es van posar en funcionament i en línia de nou el 19 d'octubre.

## Vegeu també

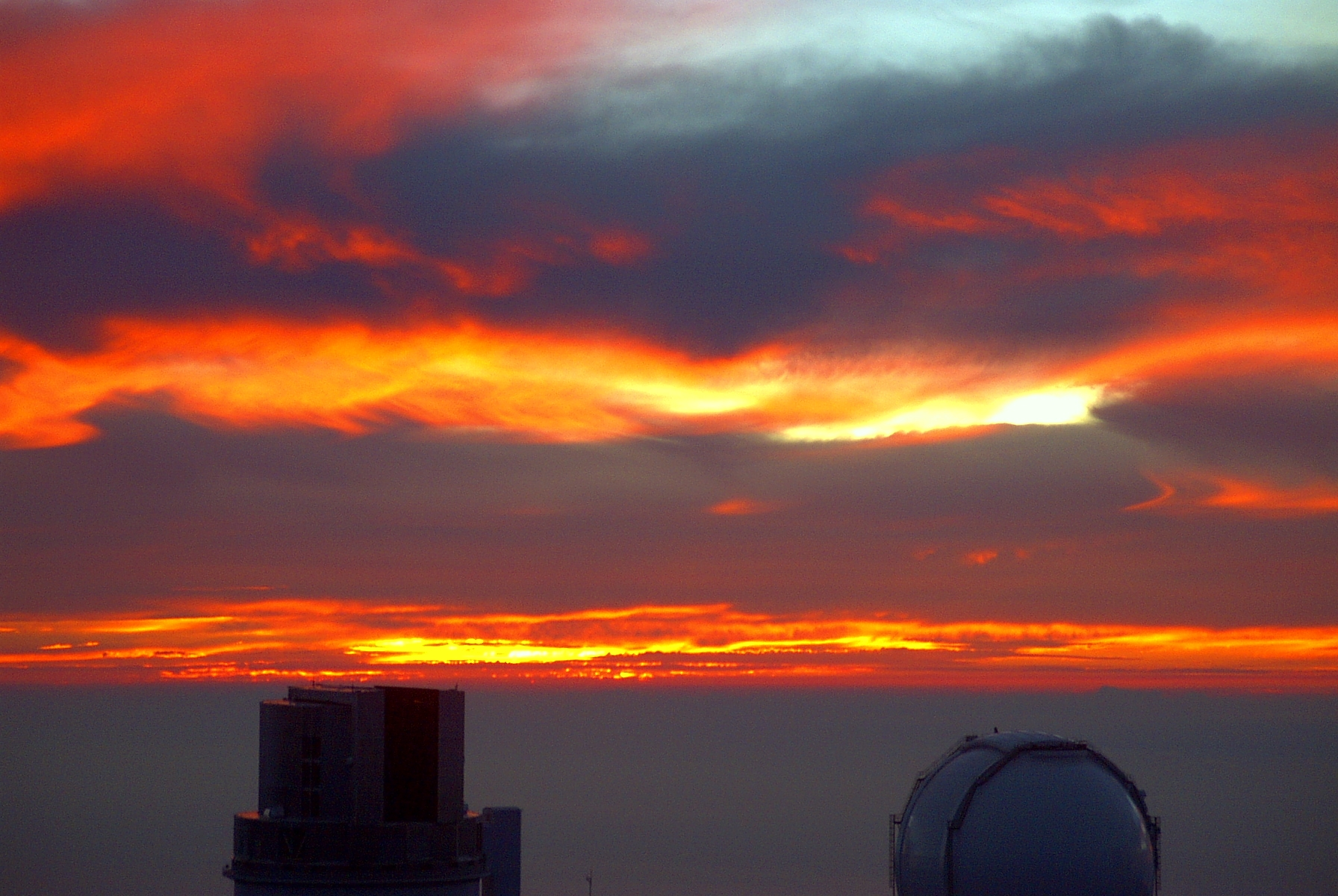
Posta de sol sobre els Observatoris de Mauna Kea